# International Masters Games Association
La International Masters Games Association (IMG) è una associazione internazionale, membro di SportAccord, che organizza, ogni quattro anni, la manifestazione multisportiva World Masters Games

## Manifestazioni organizzate[1]
- European Masters Games, prossima edizione Torino 2019
- World Masters Games, prossima edizione Kansai 2021